# Psidium grandifolium
Psidium grandifolium är en myrtenväxtart som beskrevs av Carl Friedrich Philipp von Martius och Dc.. Psidium grandifolium ingår i släktet Psidium och familjen myrtenväxter. Inga underarter finns listade i Catalogue of Life.